# چیکلن موینی
چیکلن موینی (به لاتین: Trzykolne Młyny) یک روستای لهستان در لهستان است که در Gmina Kórnik واقع شده‌است.

## خصوصیات
چیکلن موینی ۷۰ متر بالاتر از سطح دریا واقع شده‌است.